# Museo civico Torre di Ligny
Il Museo civico Torre di Ligny di Trapani è situato all'interno della Torre di Ligny, costruzione militare risalente al 1671 posta a difesa  estrema della città di Trapani.

## Collezione
Il Museo espone essenzialmente reperti recuperati dai fondali delle coste del trapanese.
È inoltre esposta una collezione di oggetti di origine preistorica.
Le esposizioni si compongono, nel complesso, di reperti eterogenei quali elmi, anfore, ancore e rostri di navi di origine greca, romana e punica, il cui unico fattore comune è la zona dei ritrovamenti.
Il Museo, che originariamente si chiamava Museo della preistoria e del mare, è affidato in gestione alla Biblioteca Fardelliana.